# Накуру (місто)
Накуру (англ. Nakuru) — третє за величиною місто в Кенії, центр великого сільськогосподарського району. Засноване в 1904 році білими поселенцями.

## Географія
Розташоване в Великому Африканському розломі (Рифтова долина — Great Rift Valley) за 230 км на північний захід від Найробі. 

### Клімат
Місто знаходиться у зоні, котра характеризується посушливим кліматом. Найтепліший місяць — лютий із середньою температурою 14.4 °C (58 °F). Найхолодніший місяць — липень, із середньою температурою 11.7 °С (53 °F).
| Клімат Накуру           | Клімат Накуру | Клімат Накуру | Клімат Накуру | Клімат Накуру | Клімат Накуру | Клімат Накуру | Клімат Накуру | Клімат Накуру | Клімат Накуру | Клімат Накуру | Клімат Накуру | Клімат Накуру | Клімат Накуру |
| Показник                | Січ.          | Лют.          | Бер.          | Квіт.         | Трав.         | Черв.         | Лип.          | Серп.         | Вер.          | Жовт.         | Лист.         | Груд.         | Рік           |
| Абсолютний максимум, °C | 22            | 23            | 25            | 23            | 22            | 20            | 18            | 20            | 20            | 22            | 22            | 21            | 25            |
| Середній максимум, °C   | 20            | 20            | 20            | 19            | 18            | 17            | 15            | 16            | 17            | 18            | 18            | 18            | 18            |
| Середня температура, °C | 13            | 14            | 14            | 13            | 13            | 12            | 11            | 11            | 12            | 12            | 13            | 12            | 13            |
| Середній мінімум, °C    | 7             | 8             | 8             | 8             | 8             | 8             | 8             | 7             | 7             | 7             | 8             | 7             | 8             |
| Абсолютний мінімум, °C  | 3             | 4             | 5             | 4             | 5             | 5             | 3             | 5             | 5             | 5             | 4             | 5             | 3             |
| Норма опадів, мм        | 20            | 20            | 60            | 180           | 140           | 120           | 150           | 190           | 100           | 50            | 50            | 40            | 1180          |
| Днів з дощем            | 2             | 2             | 5             | 9             | 8             | 8             | 9             | 11            | 7             | 3             | 4             | 4             | 77            |
| Вологість повітря, %    | 54            | 53            | 57            | 66            | 69            | 70            | 79            | 76            | 62            | 61            | 69            | 64            | 65            |
| ----------------------- | ------------- | ------------- | ------------- | ------------- | ------------- | ------------- | ------------- | ------------- | ------------- | ------------- | ------------- | ------------- | ------------- |
| Джерело: Weatherbase    |               |               |               |               |               |               |               |               |               |               |               |               |               |

## Туризм
Поруч з містом розташовані Національний парк "Озеро Накуру", кратер вулкана Мененгаї, первісна стоянка Хайракс Хілл.
На центральній вулиці міста стоять численні сувенірні лавки. Поруч з містом розкинулось озеро Накуру з однойменним Національним парком. Колись тут жила половина всіх рожевих фламінго планети Земля. Зараз популяція рожевих фламінго парку одна з найбільших у світі. Також тут мешкає близько 450 інших видів птахів — пелікани, баклани, чаплі та інші. У Накуру розташований найстаріший розплідник носорогів в Кенії.
Недалеко від Накуру знаходяться пагорби Хайрекс, де проводяться археологічні розкопки. Тут були виявлені поселення, які датуються третім тисячоліттям до н. е., з давніми похованнями, де була знайдена велика колекція предметів побуту.

## Транспорт
Накуру є важливим залізничним вузлом: через нього проходить залізниця, що з'єднує Найробі з Угандою.
За 7 км від міста знаходиться невеликий аеропорт Nakuru Airport.